# KBS NEWS 24
KBS NEWS 24는 대한민국을 방송권역으로 하는 지상파 방송사인 KBS가 운영하는 인터넷 방송이다.

## 개요
이 채널은 홈페이지, 인터넷과 스마트폰의 my K, 스마트폰 뉴스 애플리케이션인 KBS NEWS 앱으로 시청할 수 있다. 2010년 3월 3일에 KBS 24시 뉴스로 개국하여, 2021년 7월 19일부터 KBS NEWS D로 변경되었다가, 2025년 3월 14일부터 다시 KBS NEWS 24로 환원되었다.
KBS 뉴스광장, KBS 뉴스 930, KBS 뉴스 12, KBS 뉴스 2, 사사건건, KBS 뉴스 5, KBS 뉴스 7, KBS 뉴스 9, KBS 뉴스라인 W, KBS 뉴스 (주말), KBS 뉴스 (2400), KBS 뉴스특보, KBS 아침뉴스타임, KBS 뉴스타임, KBS 월드 24, 경제콘서트 등의 뉴스 프로그램과 시사기획 창, 일요진단 라이브, TV비평 시청자데스크, 더 보다, 남북의 창, KBS 재난방송센터 등의 시사 프로그램이 방송된다.

## 연혁
- 2010년 1월 1일: KBS 24시 뉴스 시험 방송 시작
- 2010년 3월 3일: KBS 24시 뉴스 개국
- 2021년 7월 19일: 채널명 'KBS NEWS D'로 변경
- 2025년 3월 14일: 채널명 'KBS NEWS 24'로 환원

## 프로그램
본 프로그램에서 격조 높은 KBS 1TV와 KBS 2TV, 지역국으로 방송된 보도와 시사 전문 프로그램 방송을 편성하고 있다.

### 시사
- 일요진단 라이브
- 더 보다
- 남북의 창
- KBS 재난방송센터

### 지역국
- 이용식의 울산시대 (울산국)
- 토론740 (광주총국)
- K토크 부산 (부산총국)
- 생생토론 (대전총국)
- 토론경남 (창원총국)
- 집중진단 강원 (춘천총국)
- 생방송 심층토론 (전주총국)
- 집중진단 제주 (제주총국)

### 인터넷
- 경제한방
- 세이프K
- 크랩
- 머니올라